# Straßenbahn Dunkerque

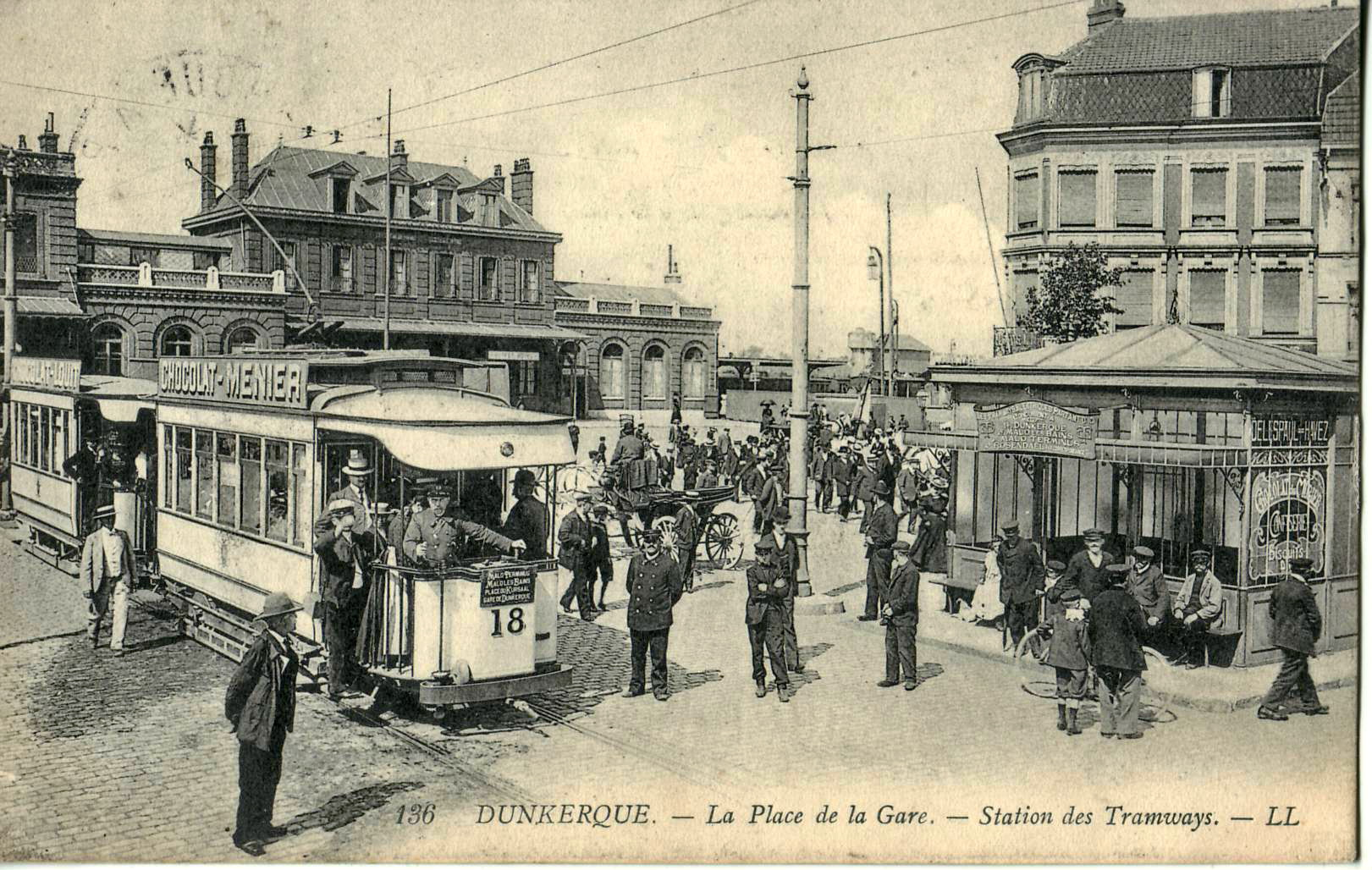
Triebwagen mit offenen Plattformen auf der Place de la Gare vor dem Bahnhof Dunkerque (um 1910)

Die Straßenbahn Dunkerque war die Straßenbahn der französischen Stadt Dunkerque.

## Vorgeschichte
Dunkerque (Dünkirchen) ist eine Hafenstadt an der Nordseeküste im Département Nord, rund 10 km von der belgischen Grenze entfernt. Um 1870 hatte sie rund 34.000 Einwohner.
Am 12. August 1873 beantragte der Stadtrat bei der Regierung den Bau einer Pferdestraßenbahn, die aus zwei Linien bestehen sollte. Zwei Jahre später wurde deren Gemeinnützigkeit erklärt (Déclaration d’utilité publique) und der Stadt die Genehmigung zum Bau der Bahn erteilt. Im April 1877 vergab sie die Konzession bis 1919 an den belgischen Unternehmer Spilliaerdt.

## Geschichte und Beschreibung

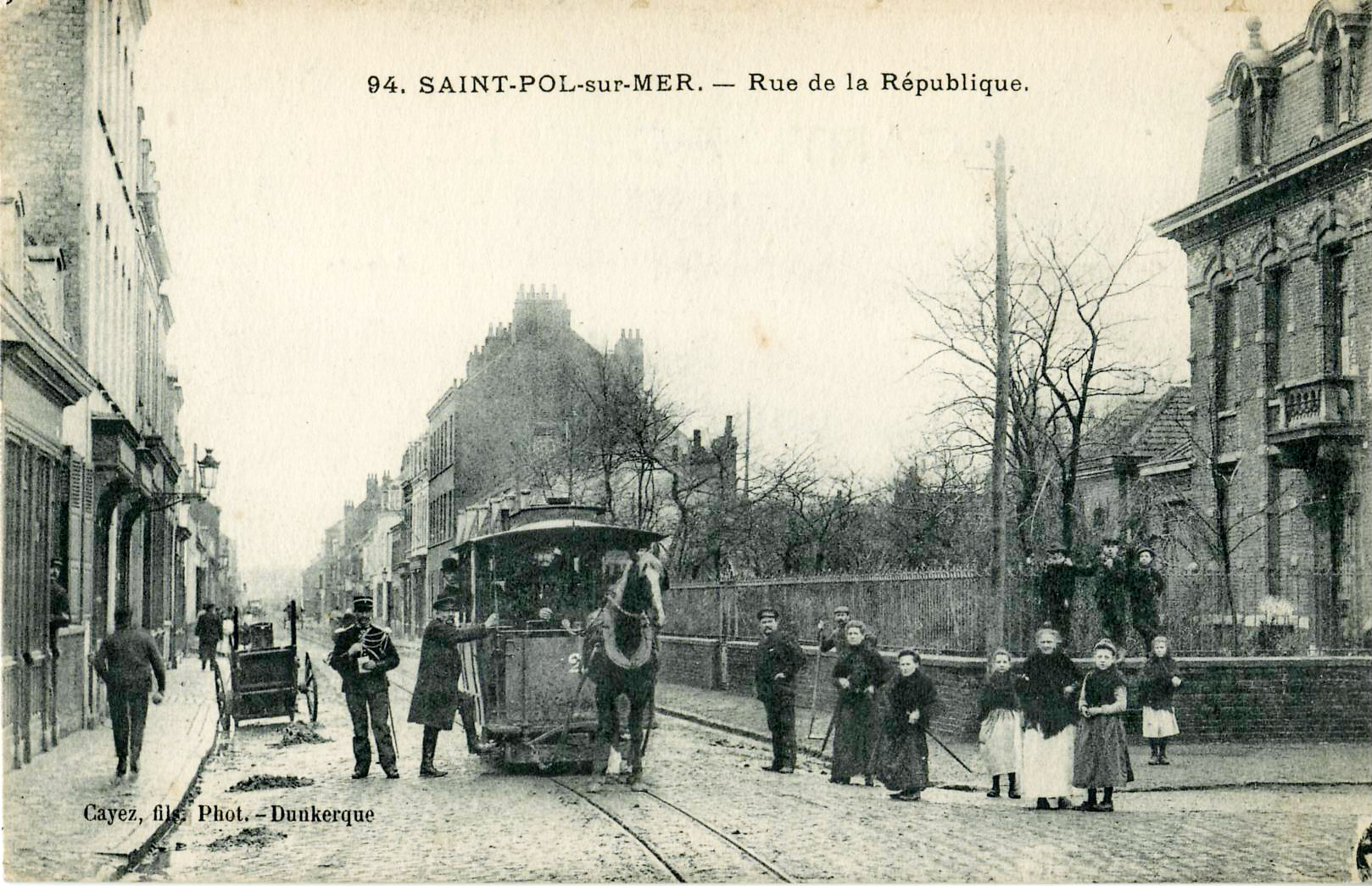
600-mm-Pferdebahn in Saint-Pol

Am 1. Juni 1880 wurde eine erste, zwei Kilometer lange, regelspurige Strecke vom Bahnhof zur Kapelle Notre-Dame-des-Dunes eröffnet und bald bis zum Kursaal verlängert. Auf dieser Strecke wurden mit zwei Pferden bespannte Doppelstockwagen eingesetzt. Noch im selben Jahr wurden Testfahrten mit zwei Dampflokomotiven der Firma Tilkin-Mention durchgeführt, von denen eine in einer engen Kurve entgleiste. Der Versuch wurde nicht fortgesetzt, bis 1899 blieb es beim Pferdebetrieb.
Im Jahr 1895 erhielt unabhängig davon die Société du tramway de Saint-Pol-sur-Mer à Dunkerque et extensions die Erlaubnis für den Bau einer Bahn von Dunkerque in den heutigen Stadtteil Mardyck, der damals zur noch unabhängigen Gemeinde Saint-Pol-sur-Mer gehörte. Diese Pferdebahn auf Gleisen mit einer Spurweite von 600 mm wurde am 11. Januar 1896 vom Bahnhof zum Rathaus von Saint-Pol eröffnet.

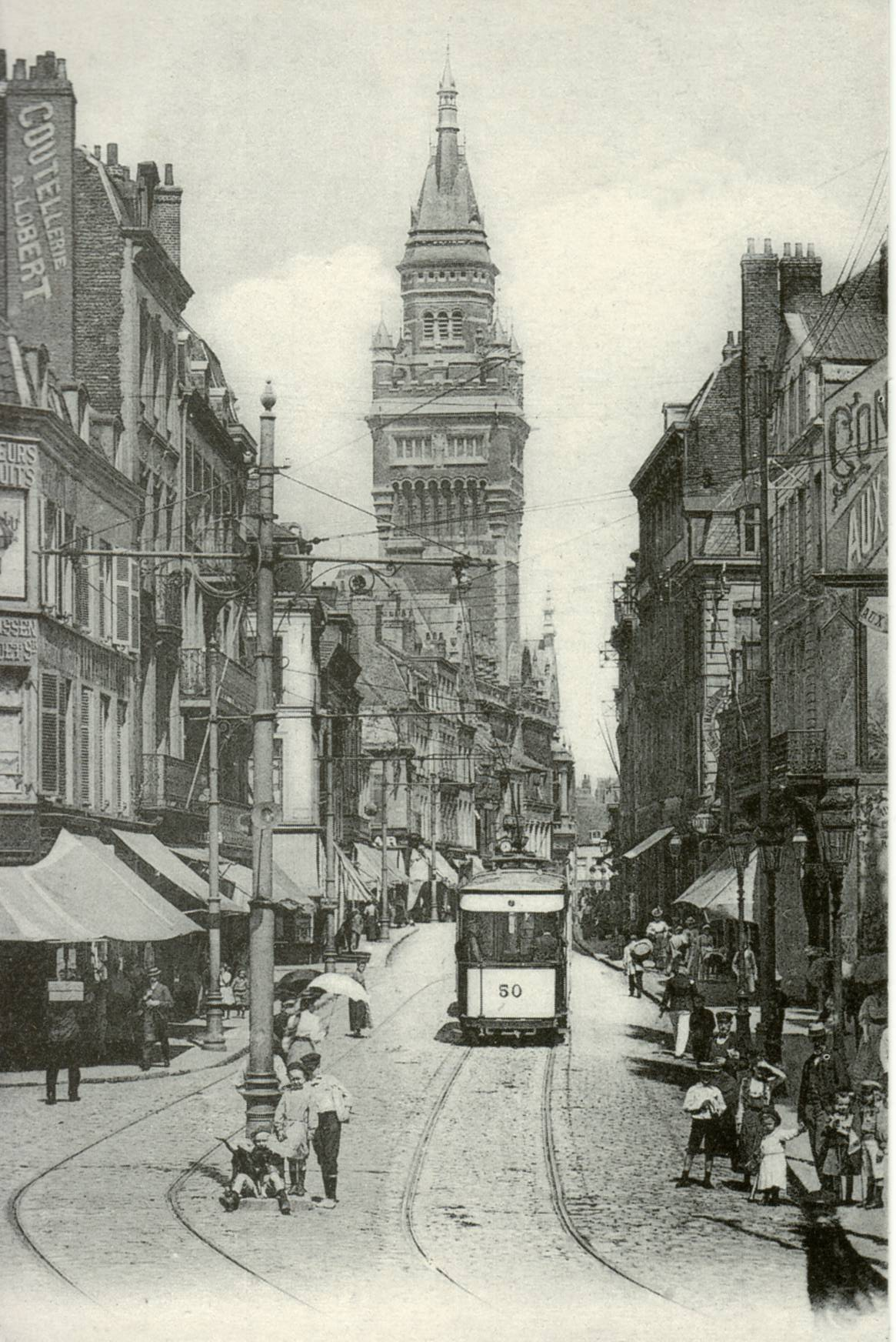
Zug mit Beiwagen 50 in der Rue de l’Église (vor 1915)

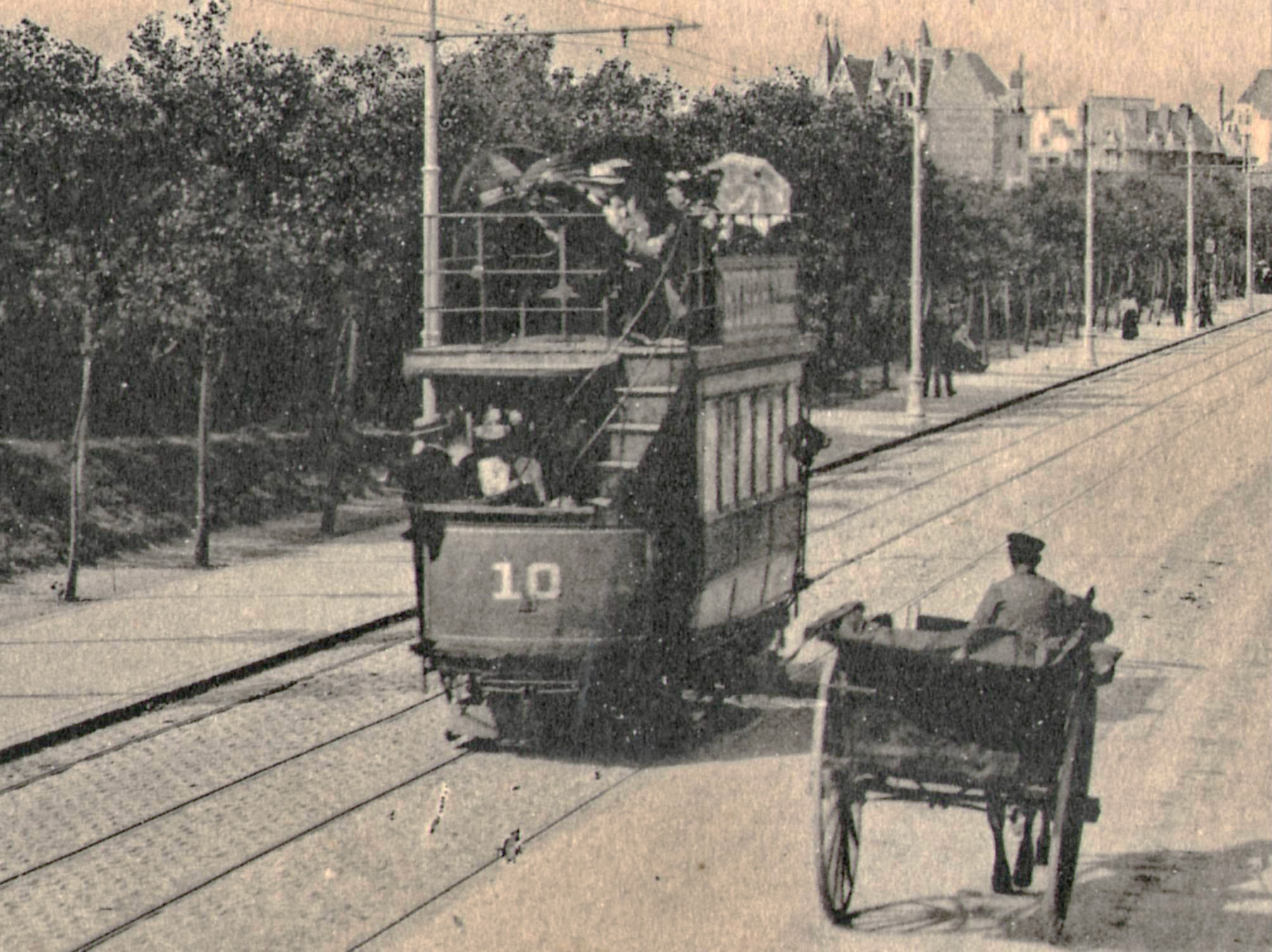
Doppelstockwagen mit Akkumulatorantrieb auf der Strecke zum Kursaal

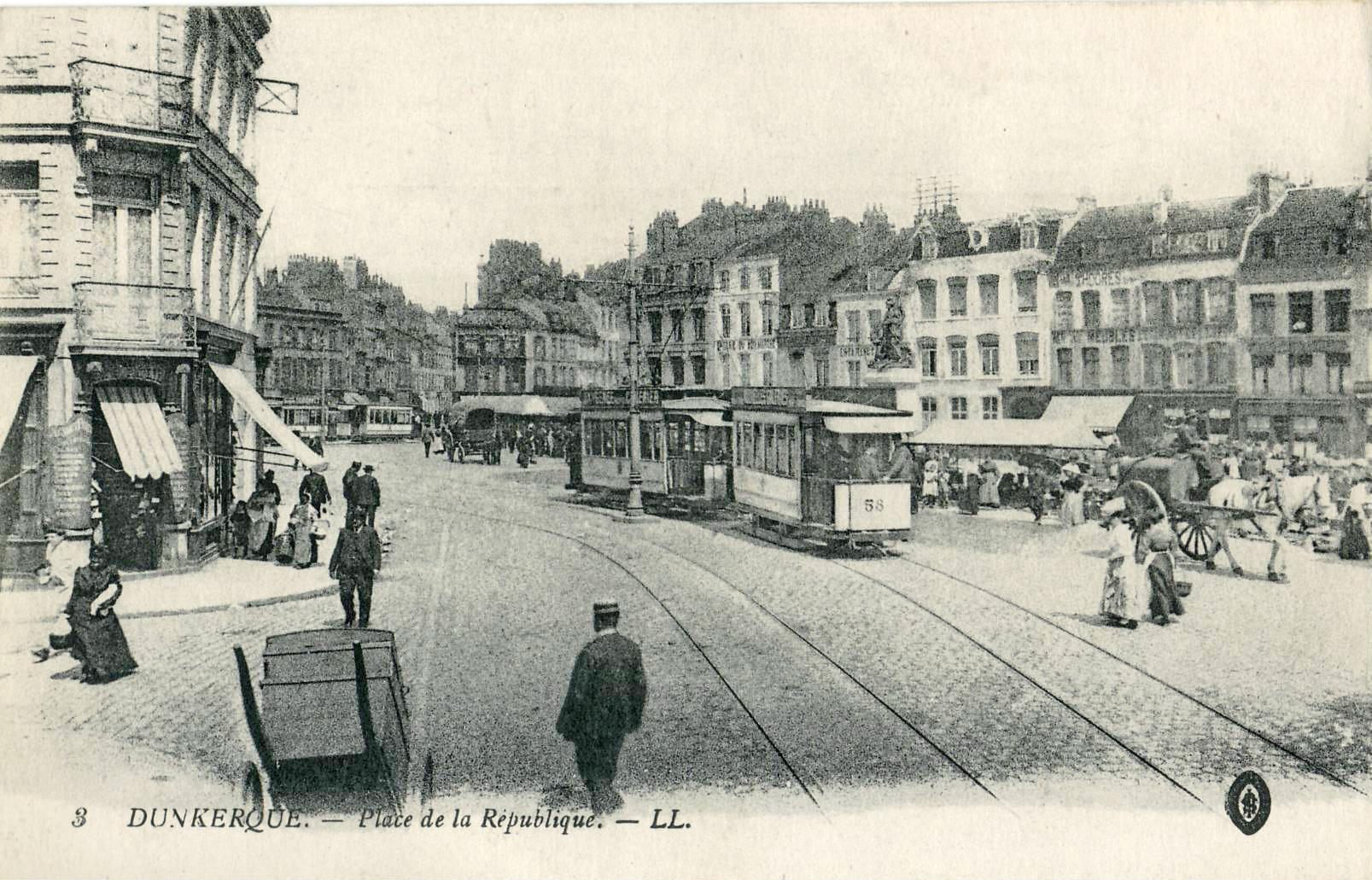
Triebwagen mit Beiwagen an der Place de la République (vor 1914)

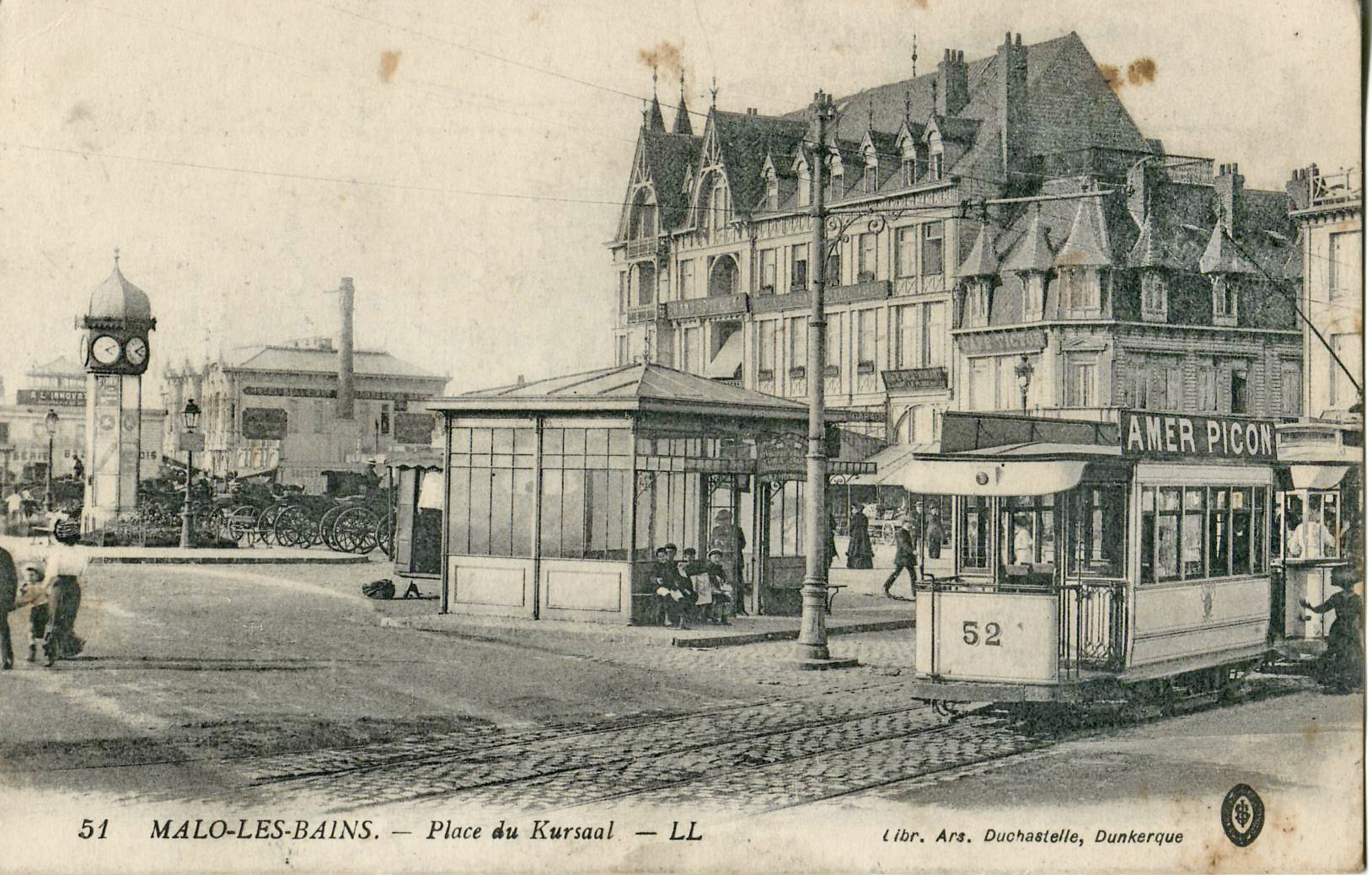
Beiwagen 52 hinter einem Triebwagen mit geschlossenen Plattformen an der Place du Kursaal

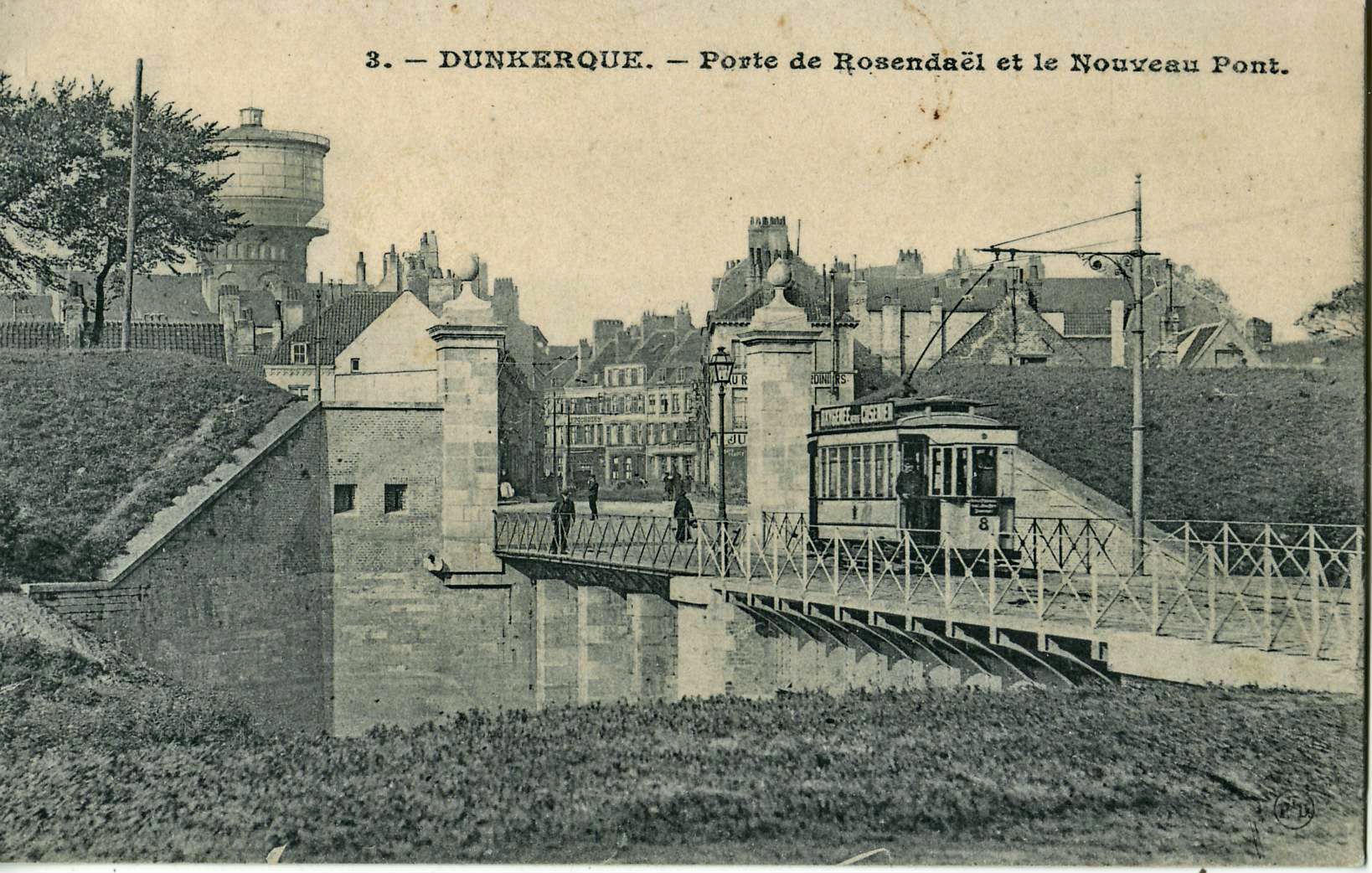
Triebwagen mit geschlossenen Plattformen an der Porte de Rosendaël

1898 erhielt Spilliaerdt die Genehmigung zum Bau einer regelspurigen Strecke zum Bahnhof des östlich der Stadt gelegenen Orts Rosendaël, deren Betrieb im selben Jahr aufgenommen wurde. Von ihr schuf er zudem einen Abzweig nach Malo-les-Bains (Malo-Terminus), der nur im Saisonbetrieb befahren und 1906 zum Casino verlängert wurde.
Da die Oberleitungen elektrischer Straßenbahnen als unästhetisch empfunden wurden, entschied man sich zur Ablösung des Pferdebetriebs für Akkumulatorfahrzeuge. Erste entsprechende Versuche fanden in den Jahren 1898 und 1899 statt. Kurz nach deren Einführung bemerkte man deren Unzuverlässigkeit, häufig mussten liegengebliebene Triebwagen von Pferden in das Depot geschleppt werden. Per Dekret wurde 1902 daher verfügt, dass die Stromzuführung künftig über Fahrdrähte zu erfolgen habe. In jenem Jahr wurde der Betrieb an die Société Anonyme des Tramways de Dunkerque et Extensions (STDE) übertragen. Am 12. Juli 1903 wurde auf der Strecke vom Bahnhof Dunkerque nach Malo, und wenig später auch nach Rosendaël, der elektrische Betrieb mit Oberleitung eröffnet. Auch kam mit der Ligne de la Basse-Ville eine zweite Innenstadtstrecke hinzu, die 1907 zum Bahnhof Coudekerque-Branche verlängert wurde. Zur Mole Nr. 2 wurde 1906 eine stadtseitige Verlängerung (Ligne des Darses) der Rosendaël-Linie eröffnet.
Mit Dekret von Dezember 1912 wurde die schmalspurige Strecke nach Saint-Pol der STDE eingegliedert; sie wurde ebenfalls elektrifiziert und ihre Spurweite jener des übrigen Netzes (1435 mm) angepasst.
Der Beschuss der Stadt im Ersten Weltkrieg mit rund 8000 Granaten führte zu erheblichen Schäden am Straßenbahnnetz. Dennoch konnte der Betrieb weitgehend aufrechterhalten werden. 1923 wurde mit der kurzen Ligne des Darses eine erste Strecke aufgegeben und durch einen Busverkehr ersetzt.
Im Juli 1934 wurde die Linie nach Malo eingestellt, im Februar 1935 jene nach Coudekerque-Branche und der südliche Ast der Ligne de la Basse-Ville. Saint-Pol-sur-Mer verlor seine Straßenbahn im August 1937. Damit bestand das Netz von Dunkerque im Jahr 1938 nur noch aus zwei Strecken: vom Bahnhof zum Bahnhof Rosendaël und – davon abzweigend – über Kursaal ebenfalls dorthin.
Mit dem Ausbruch des Zweiten Weltkriegs wurden im September 1939 siebzehn Omnibusse der STDE vom Militär beschlagnahmt, was der Straßenbahn kurzzeitig neue Bedeutung verlieh. In der Schlacht von Dünkirchen wurde die Stadt im Mai 1940 stark zerstört und von der deutschen Wehrmacht eingenommen. Am 12. Mai endete der Straßenbahnverkehr, nachdem das Depot abgebrannt und zahlreiche Fahrzeuge zerstört oder beschädigt waren. Auf Anordnung der Besatzer wurde am 9. Januar 1941 der Verkehr vom Bahnhof zur Place Turenne in Malo-les-Bains wiederaufgenommen. 1945 wurde dieses Restnetz durch die Angriffe der alliierten Befreier erneut zerstört.
Die Strecke nach Malo ging am 1. März 1947 als einzige wieder in Betrieb. Am 3. November 1952 wurde sie, und damit die Straßenbahn Dunkerque, endgültig stillgelegt.

## Linien

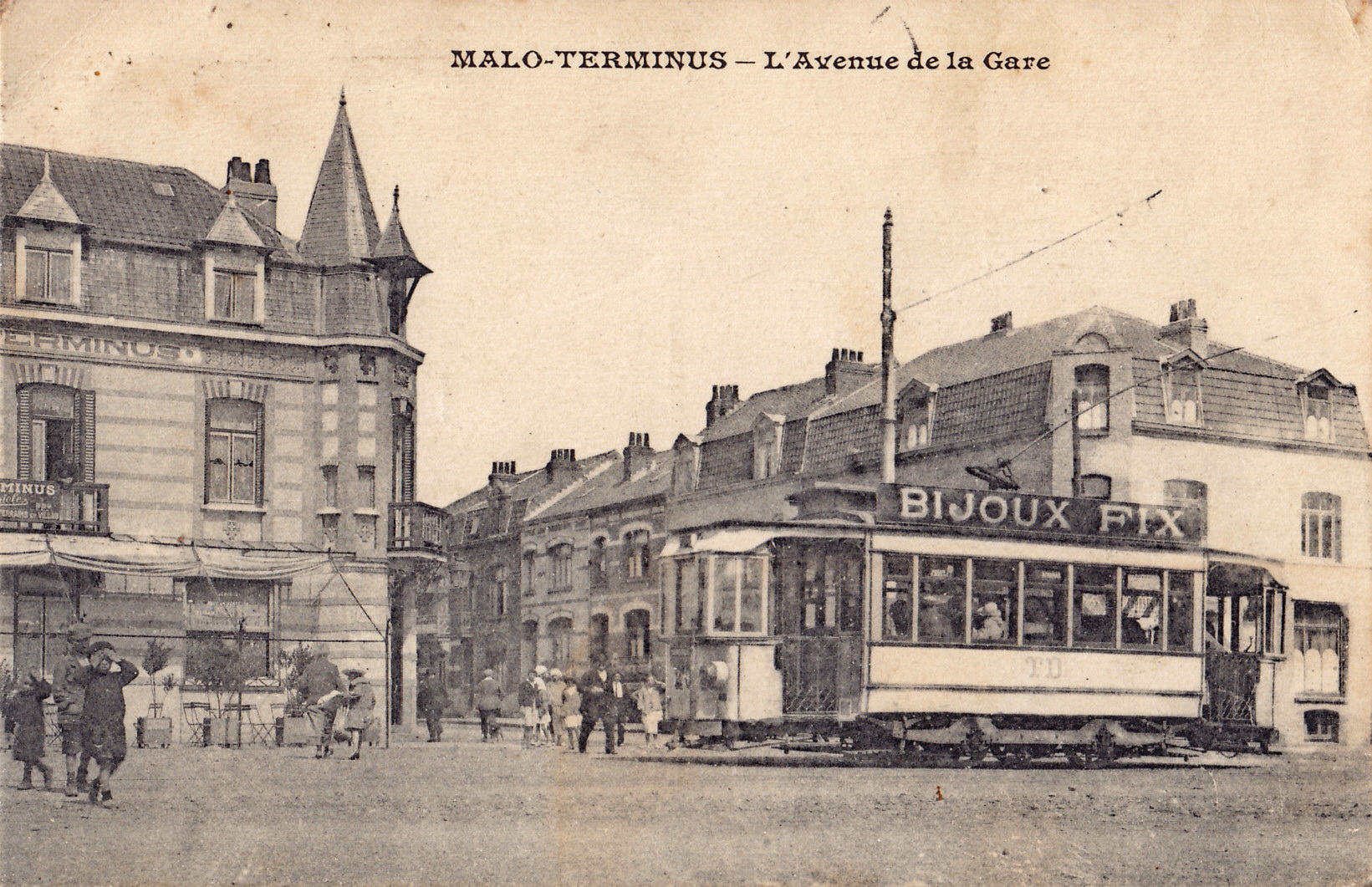
Triebwagen an der Haltestelle Malo-Terminus (vor 1927)

Das Straßenbahnnetz bestand aus maximal fünf innerstädtischen Linien:
- Linie A, von der Place de la Gare zum Kursaal
- Linie B, von der Rue de l’Église nach Rosendaël
- Linie C („Ligne des Darses“), von der Place Jean-Bart bis Môle 2
- Linie D („Ligne de la Basse-Ville“), von der Rue du Fort-Louis zum Bahnhof Coudekerque-Branche
- Linie E, von der Place de la Gare nach Saint-Pol

Hinzu kamen drei Linien in Vororten:
- Linie 1, als Fortsetzung der Linie B von der Stadtgrenze zum Bahnhof Rosendaël
- Linie 2, von der Place de la Mairie in Rosendaël zur Place du Kursaal in Malo-les-Bains
- Linie 3, von Malo-Terminus zum Casino

## Fahrzeuge
Die schmalspurige Bahn nach Saint-Pol erhielt eingeschossige Wagen, für die erste regelspurige Strecke von der Place de la Gare am Bahnhof zum Kursaal wurden Doppelstockwagen angeschafft. Mit dem Beginn des Akkumulatorbetriebs wurden aus England doppelstöckige Triebwagen geliefert, die Wagen der Pferdebahn wurden, unter Entfernung der oberen Etage, zu Beiwagen umgebaut. Die Fahrzeuge waren dunkelgrün lackiert. Die Akkutriebwagen erwiesen sich als problematisch: totes Gewicht durch die Batterien, Stillstand während des Ladevorgangs, Korrosion durch Sulfatierung der Bleiakkumulatoren, zunehmende Ausfälle älterer Akkus und Belästigung der Fahrgäste durch unangenehme saure Dämpfe.
Im Zuge der Elektrifizierung mit Oberleitung erhielt die STDE 34 Triebwagen mit offenen Plattformen, die die Betriebsnummern 1 bis 34 und die Farbgebung weiß/elfenbein erhielten. Sie ruhten auf Untergestellen der Société alsacienne de constructions mécaniques (SACM); ihre zwei Jeumont-Motoren hatten bei einer Gleichspannung von 500 V eine Leistung von je 20 PS und ermöglichten eine Höchstgeschwindigkeit von 20 km/h. Von den maximal 40 Fahrgästen fanden je 10 stehend auf den Plattformen Platz. In den frühen 1920er Jahren wurden die mittlerweile zwanzig Jahre alten Triebwagen umfassend renoviert, unter anderem wurden die bislang offenen Plattformen umbaut.
Die 23 Beiwagen mit den Betriebsnummern 36 bis 59 entstanden zum Teil aus Akkutriebwagen, deren obere Etage entfernt wurde. Hinzu kamen den Triebwagen ähnliche, aber kürzere geschlossene Fahrzeuge und 44 Personen fassende offene Sommerwagen. In den 1920er Jahren wurden die Beiwagen durch solche mit Mitteleinstieg ersetzt, die Nummern ab 70 aufwärts erhielten.

## Infrastruktur

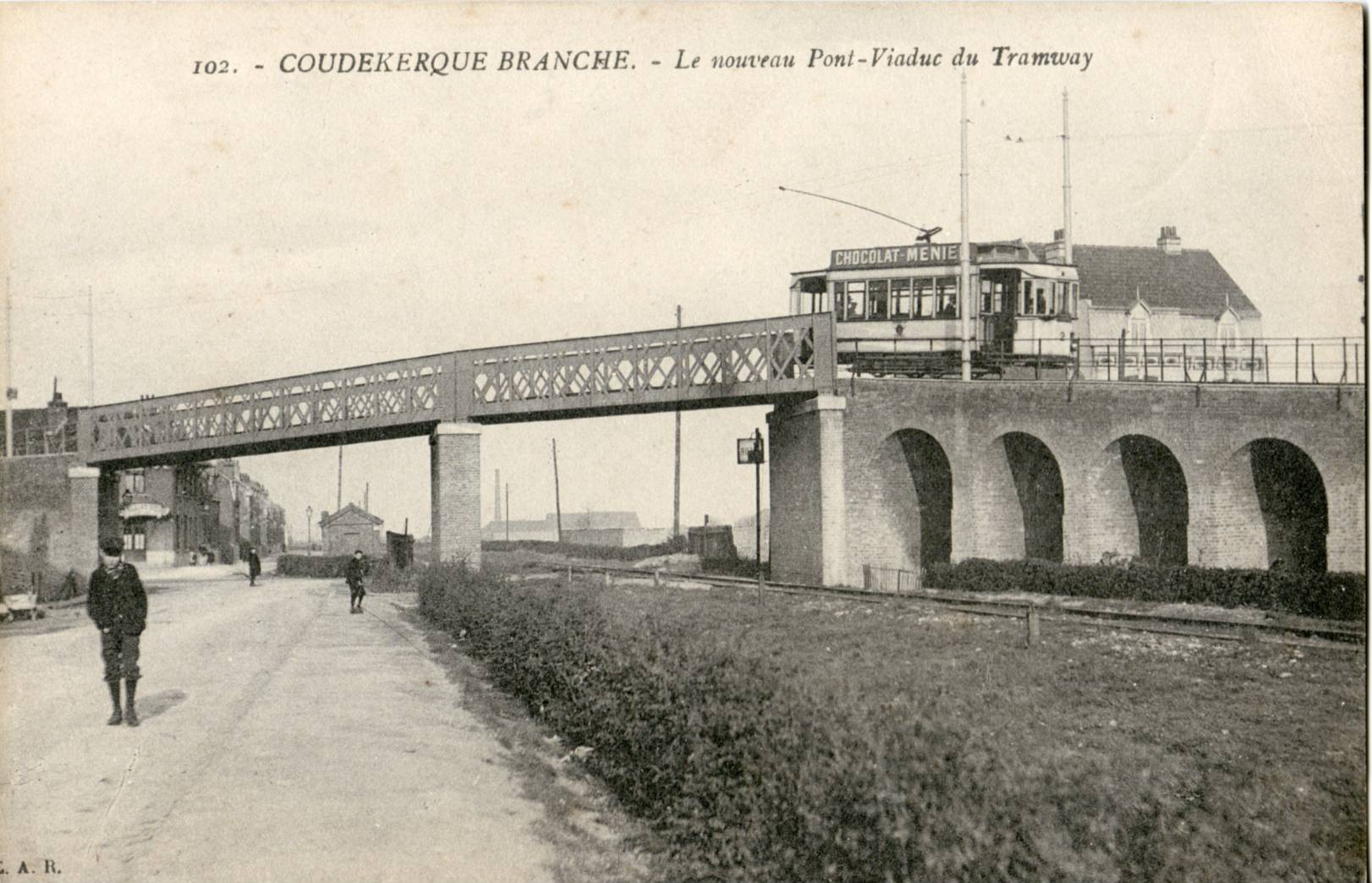
Triebwagen 2 auf der Brücke über die Bahnstrecke Dunkerque–Bray-Dunes in Coudekerque-Branche

Der Betriebshof der regelspurigen Pferdebahn lag an der heutigen Place du Casino in Malo-les-Bains (seit 1970 Stadtteil von Dunkerque), das zunächst zur Gemeinde Rosendaël gehörte und 1891 selbstständig wurde. In dessen Nachbarschaft wurde auch das erste Kraftwerk für die Akkumulatortriebwagen errichtet. Aufgrund von Beschwerden der Anwohner über Rauchbelästigung ließ Spilliaerdt ein neues Depot und Kraftwerk an der Avenue de la République errichten. Es wurde im Zweiten Weltkrieg beschädigt und nach dem Ende der Kampfhandlungen wiederhergerichtet. Eine weitere Wagenhalle, die sich an der Rue Arago in Rosendaël befand, wurde nicht wiederaufgebaut und nach der Einstellung des Straßenbahnbetriebs abgebrochen.
Bedeutendstes Ingenieurbauwerk war die Brücke der Strecke nach Coudekerque-Branche über die Bahnstrecke Dunkerque–Bray-Dunes und die Rue Rousseau.